# Cabeço do Leitão
O Cabeço do Leitão é uma elevação portuguesa localizada no concelho das Lajes do Pico, ilha do Pico, arquipélago dos Açores.
Este acidente geológico tem o seu ponto mais elevado a 874 metros de altitude acima do nível do mar. É nas imediações desta formação montanhosa que se encontra o Cabeço da Canzana e a Lomba do Cácere.